# Diecezja Puntarenas
Diecezja Puntarenas (łac. Dioecesis Puntarenensis) – diecezja Kościoła rzymskokatolickiego w Kostaryce. Należy do metropolii San José de Costa Rica. Została erygowana 17 kwietnia 1998 roku.

## Ordynariusze
- Hugo Barrantes Ureña (1998–2002)
- Oscar Gerardo Fernández Guillén (2003–)

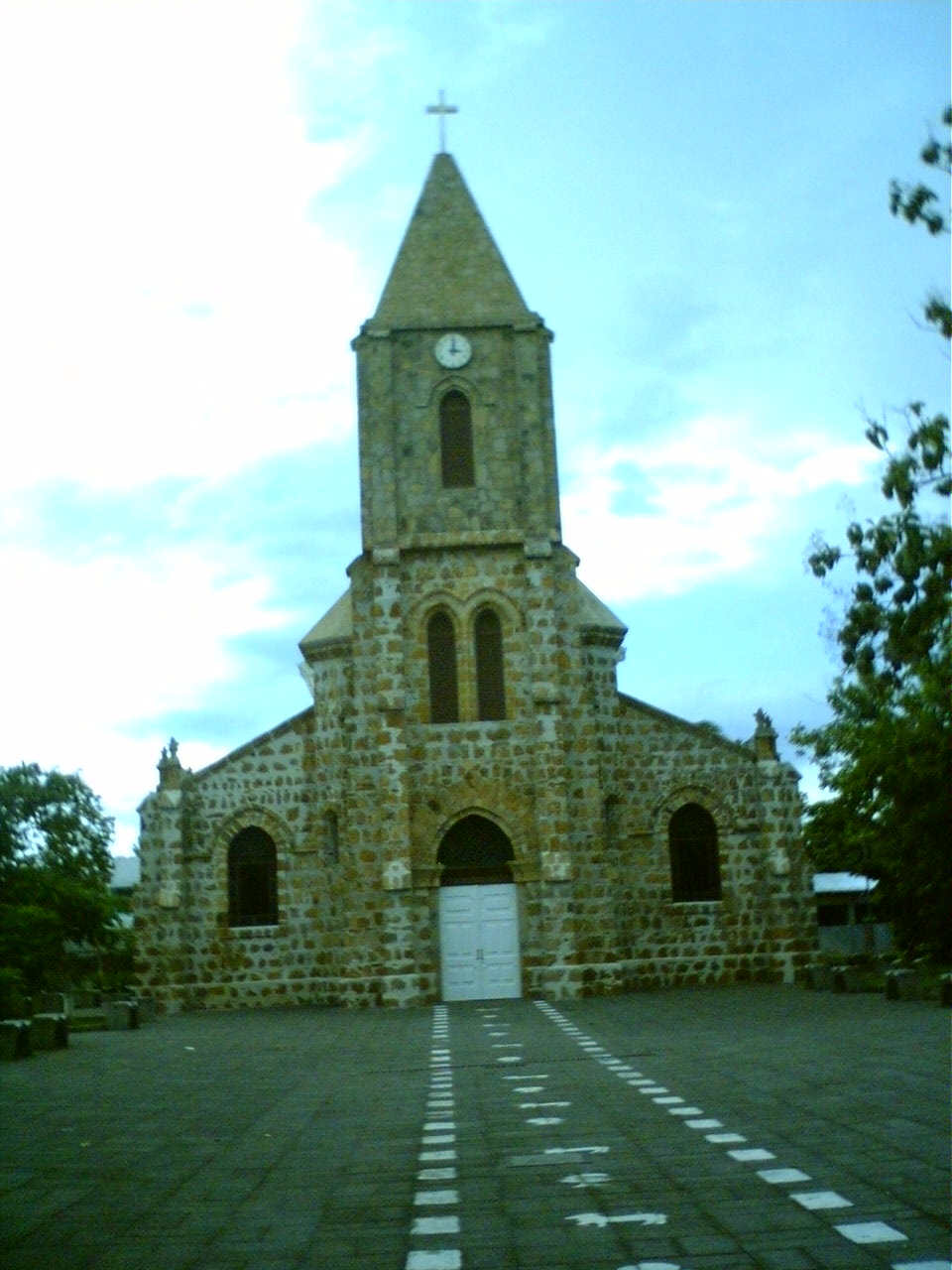
Katedra w Puntarenas